# 下溫登戰役 (1793年)
下温登战役（法語：Bataille de Neerwinden）发生于1793年3月18日。此役中，由夏尔·弗朗索瓦·迪穆里埃率领的法国共和军在比利时布鲁塞尔以东57公里的下温登袭击了由萨克森-科堡-萨尔费尔德亲王指挥的反法联军。哈布斯堡君主国的联军与一小部分荷兰共和国军队在经过激烈的战斗后击退了法军的所有进攻，迪穆里埃承认战败并撤出了战场。法国在奥属尼德兰的控制迅速瓦解，结束了对荷兰共和国的威胁，并让奥地利重新控制了此前失去的省份。此役属于第一次反法同盟战争的一部分。
1792年11月迪穆里埃在热马普战役取得胜利后，法国军队迅速占领了奥属尼德兰的大部分地区。迪穆里埃和法国政府没有将奥地利人赶到莱茵河西岸，而是专注于同荷兰共和国的战争。在得到喘息机会的同时，哈布斯堡君主国在科堡亲王的领导下集结了一支军队并进行了反击。在法军掩护部队在奥尔登霍芬被科堡击溃后，迪穆里埃开始集结他的军队进行反击。
科堡亲王在下温登占据了防御位置，等待迪穆里埃的进攻。反法联军在步兵数量上处于劣势，但在骑兵方面拥有二比一的优势。经过激战，科堡的部队击退了法军中路和右翼的进攻。当迪穆里埃发现他的左翼被赶出战场时，他选择撤退。战败导致士气低落的法国志愿军大规模叛逃。面对军事上的崩溃，迪穆里埃通过谈判放弃法控比利时和荷兰，以换取法军撤离。不久后，迪穆里埃密谋反对法国政府，当他的计划失败时，迪穆里埃投奔奥地利，让法国军队内部陷入混乱。

## 背景

### 法国征服比利时
1792年11月6日，夏尔·弗朗索瓦·迪穆里埃麾下的法军在热马普战役中击败了泰申公爵阿尔贝特的哈布斯堡奥地利军队。法军拥有40,000名步兵、3,000名骑兵和100门火炮的巨大数量优势，而奥地利军队则有11,628名步兵、2,168名骑兵和56门火炮。在一个月内，法国军队迅速占领了奥属尼德兰的大部分地区，这片领土今天被称为比利时。在法军右翼，由让-巴蒂斯特·赛勒斯·德瓦朗斯率领的阿登军团沿默兹河向于伊推进。在途中，德瓦朗斯派出路易-奥古斯特·德·哈维尔率领的部队围攻那慕尔。迪穆里埃亲自率领比利时军团攻占了列日。弗朗西斯科·德·米兰达指挥的北方军团包围了安特卫普。
1792年11月16日，梅赫伦向亨利·克里斯蒂安·德·斯坦格尔和6,000名法军士兵投降，其驻军由奥地利符腾堡第1步兵团的一个营组成，奥地利士兵在投降后获释。27日，斯坦格尔率领8,000名来自比利时军团的士兵在列日附近的沃鲁莱里尔击败了安东·斯塔雷和四个营的奥地利人。安特卫普于11月29日被米兰达的17,600名步兵和1,245名骑兵攻陷，当地驻扎的军队向法军投降。法军缴获了57门大炮、50门额外的3磅团级大炮、3,150支滑膛枪和1,523英担火药。约翰·多米尼克·冯·莫伊泰尔（Johann Dominik von Moitelle）率领的那慕尔2,599人驻军在经历了为期四个星期的围攻后，于12月2日投降。

### 入侵荷兰共和国和奥军的反击

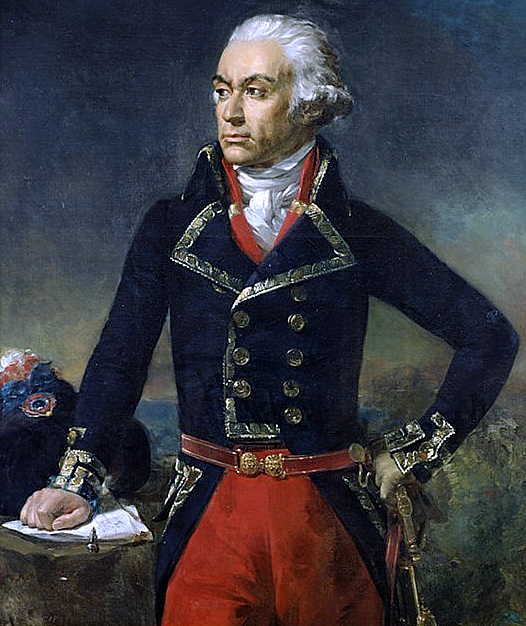
夏尔·弗朗索瓦·迪穆里埃

迪穆里埃此时有机会与中央军团一起将奥地利人赶出莱茵河西岸。但他追求他自己的作战目标，即入侵荷兰共和国。迪穆里埃希望在确保大不列颠王国中立的同时与荷兰人开战。但法国政府逼迫他于1793年2月1日对英国宣战，并命令他占领荷兰共和国。迪穆里埃率领15,000名步兵和1,000名骑兵进行入侵，并很快得到增援。米兰达的部队被留在后方负责围攻马斯特里赫特，在瓦朗斯的军队和哈维尔的军团的掩护下，迪穆里埃向北推进。此时法军的北方军团有18,322人，比利时军团有30,197人，阿登军团有23,479人，哈维尔的部队有12,051人，荷兰军团有23,244人，在比利时的驻军有15,000人。总而言之，法国军队在低地国家的总兵力为122,293人。法国军队由于数量优势变得过于自信，认为自己立于不败之地。与此同时，国民大会因温和的吉伦特派和极端的雅各宾派之间激烈的政治斗争而四分五裂。在此期间，军队供应系统因疏忽而分崩离析。

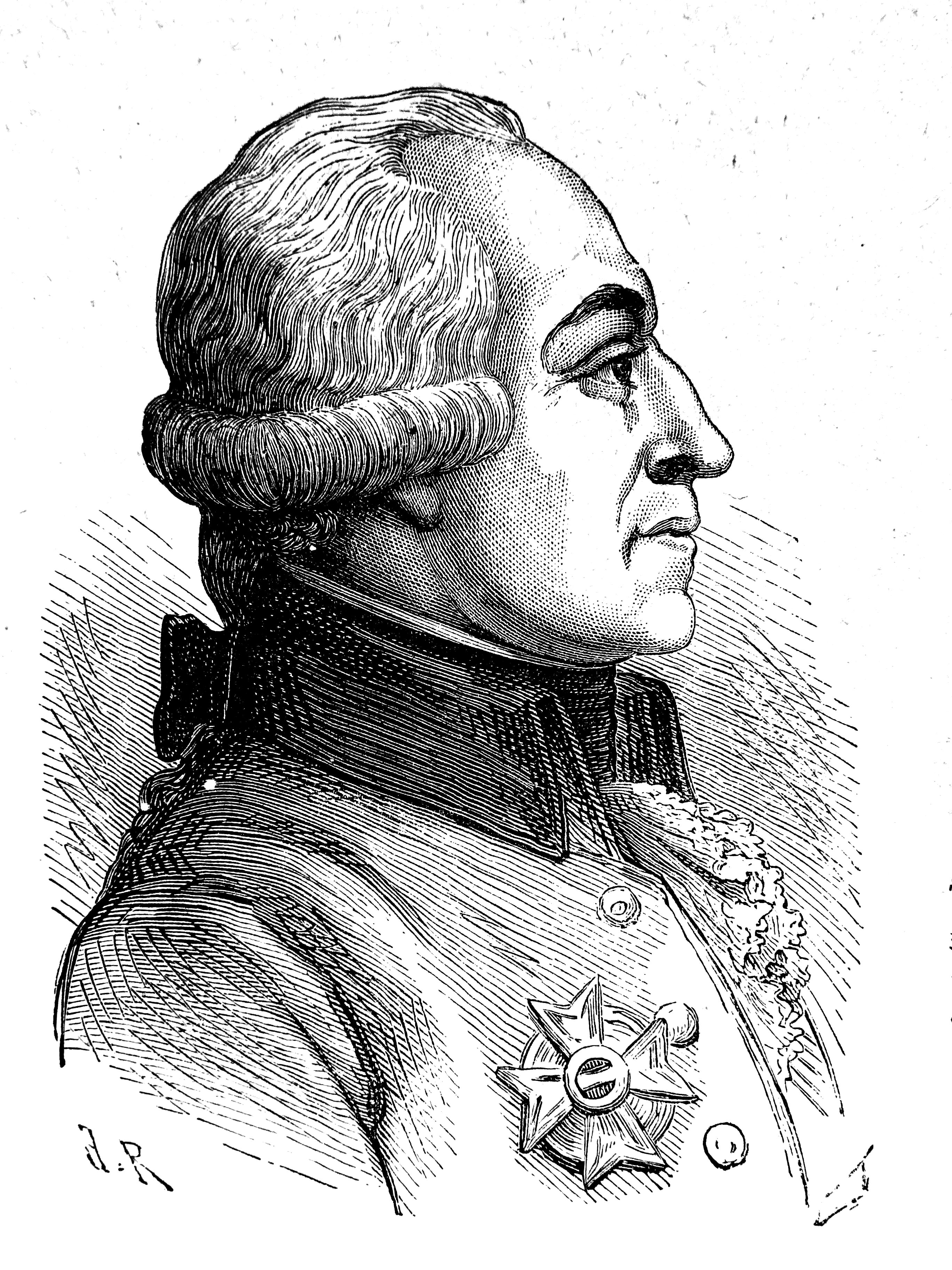
科堡亲王

1793年2月16日，迪穆里埃越过荷兰边境。布雷达要塞在1793年2月21日至24日的围攻后被攻陷。3,000名荷兰守军，包括2,500名步兵和一个龙骑兵团，带着250门大炮投降，并获准自由离开。也是在21日，马斯特里赫特被米兰达军队的10,000人围攻。在奥地利将军黑森-达姆施塔特的卡尔·威廉·格奥尔格王子的领导下，有8,000名奥地利和荷兰后卫驻守马斯特里赫特。冬季在马斯特里赫特的围攻工作对法国志愿军来说过于艰苦，许多士兵选择脱逃。拥有150门大炮的海特勒伊登贝赫堡垒在3月1日至4日的围攻后投降，两个营和两个中队的荷兰驻军被允许自由离开。
站在荷兰水道的边缘，迪穆里埃计划横穿鹿特丹、代尔夫特、海牙和莱顿，夺取阿姆斯特丹。在占领马斯特里赫特后，米兰达将通过奈梅亨和乌得勒支与他会合。法国指挥官全神贯注于荷兰共和国，给了奥地利军队太多时间重整。萨克森-科堡-萨尔费尔德的约西亚斯王子在莱茵河西岸集结了一支奥地利军队。他得到了一位名叫卡尔·马克·冯·莱贝里希的参谋的协助。3月1日，科堡在奥尔登霍芬战役中击败了雷内·约瑟夫·德·拉努的法军掩护部队。法国人于3月3日放弃了对马斯特里赫特的围攻。科堡亲王的部队开始在比利时境内缓慢追击，法军于9日在鲁汶重新集结。迪穆里埃迟迟没有放弃他攻取荷兰的计划，法国政府则一再坚持让他负责防御比利时的工作。迪穆里埃随后让路易-查尔斯·德弗莱尔继续指挥荷兰军团，自己于3月11日抵达鲁汶。
迪穆里埃认为他的士兵士气太低，无法撤退避战，因此他决定向科堡亲王的军队进发，寻求一战。法国指挥官仓促之下未能召集哈维尔的军团或荷兰军团增援。早些时候，弗朗索瓦·约瑟夫·德鲁奥·德·拉马尔什（François Joseph Drouot de Lamarche）的部队已被赶出蒂嫩，但3月16日，法国人在激烈的战斗后重新夺回了该地。科堡亲王把他的军队撤回到小格特河后面。迪穆里埃相信自己的人数超过了敌人，因此对成功充满信心。一个世纪前，法国人在同一片土地上赢得了下温登战役。

## 战斗

### 部队

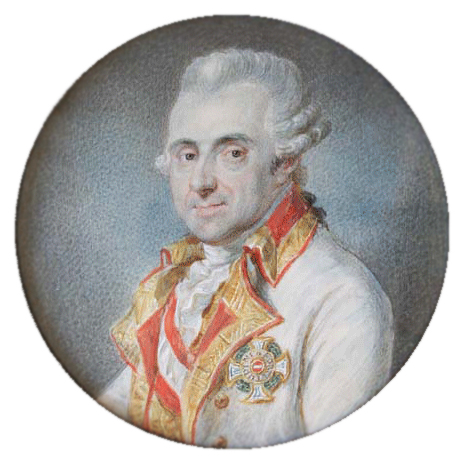
约瑟夫·德·费拉里斯

历史学家迪格比·史密斯认为法军此役有40,000到45,000人，而奥荷两国的人数则为43,000。

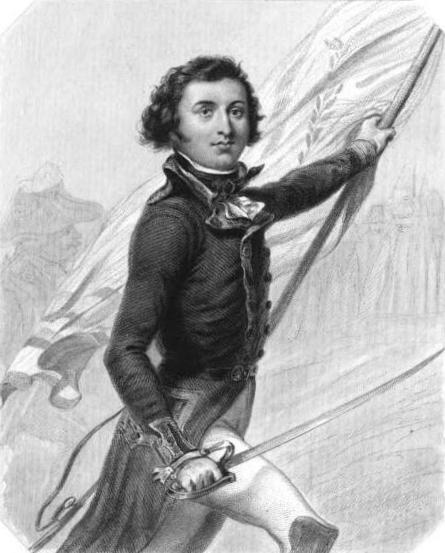
沙特尔公爵

法军方面，拉马尔什（Lamarche）的先遣卫队有4,000名步兵和1,000名骑兵。奥古斯特·德·邓皮埃尔率领的右侧翼部队有2,000名步兵和1,000名骑兵。瓦朗斯的大军右翼有18个营，共有7,000人。沙特尔公爵路易斯领导的核心包括18个营的7,000名步兵和1,000名骑兵。米兰达的左翼由让·亚历山大·伊勒（Jean Alexandre Ihler）的7,000名士兵和费利克斯·玛丽·皮埃尔·切斯农·德尚普莫兰（Felix Marie Pierre Chesnon de Champmorin）的5,000名步兵和1,000名骑兵组成。 约瑟夫·米亚津斯基（Joseph Miaczinski）率领左侧翼部队，共有2,000名步兵和1,000名骑兵。让·尚瑟尔（Jean Nestor de Chancel）指挥着4,000人的预备队。依照此数据，法军共有38,000名步兵和5,000名骑兵。
反法联军方面，卡尔大公的先遣卫队有11个营和11个中队，被分成若干旅。施瓦岑贝格亲王卡尔·菲利普在先遣队中指挥蒂罗尔神枪手的一个营及其他小分队。
约瑟夫·德·费拉里斯（Joseph de Ferraris）率领联军第一批的8个步兵营和16个骑兵中队，符腾堡公爵费迪南德·弗雷德里克·奥古斯都在其麾下担任师长。温泽尔·冯·科洛雷多（Wenzel Joseph von Colloredo）指挥第二批的6个步兵营和10个骑兵中队。克莱尔费特伯爵弗朗索瓦·德·克鲁瓦则率领联军的11个步兵营和14个骑兵中队充当预备队。

### 战斗

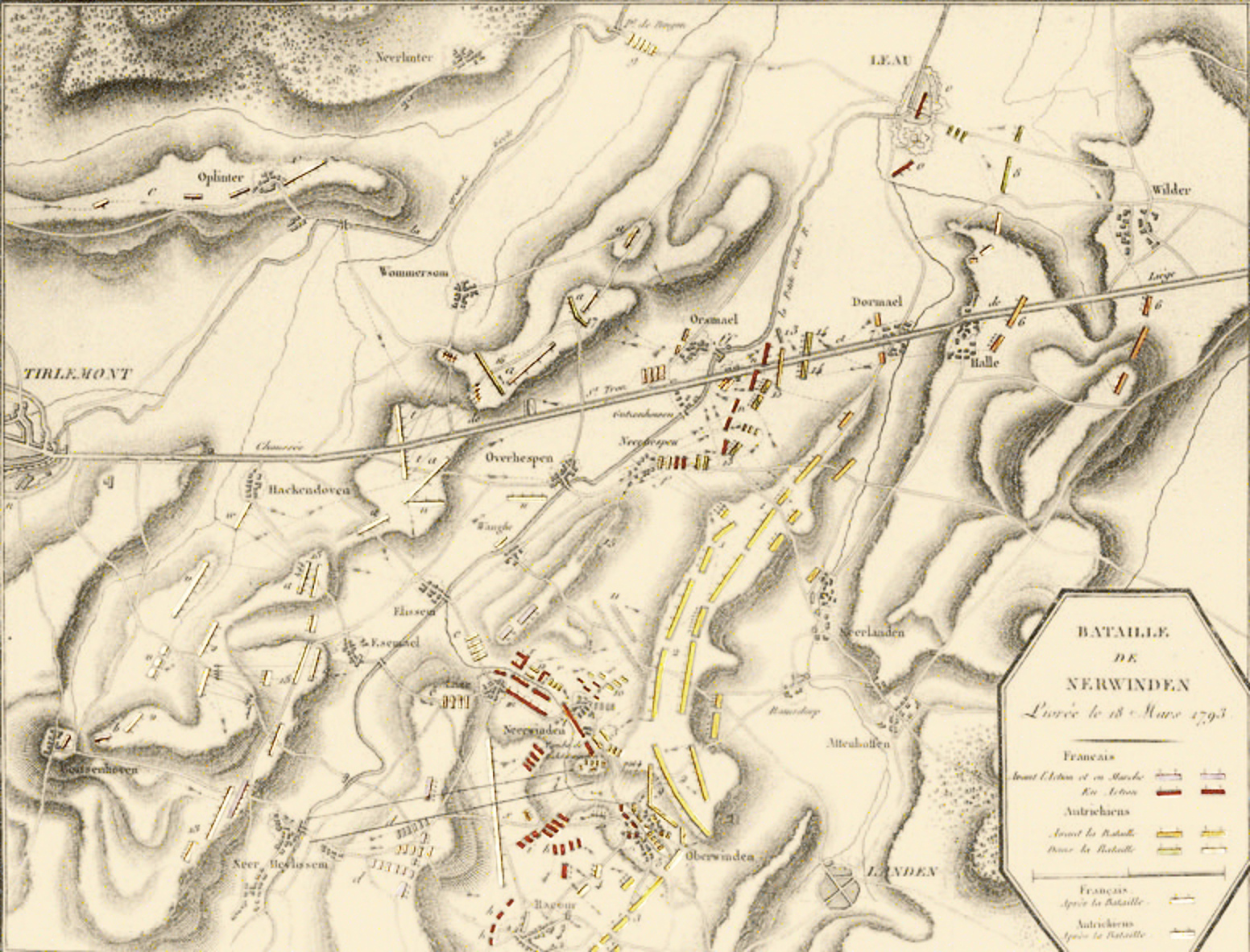
下温登战役地图

卡尔大公率领的先遣卫队被布置在右翼，科洛雷多和符腾堡的部队在中，克莱尔费特伯爵和预备队防守左翼。哈勒村位于联军战线的最右侧，而下温登村位于战线的左侧。迪穆里埃组织了八个攻击纵队。瓦伦斯在右边率领三个攻击纵队对抗拉库尔和奥伯温登，沙特尔公爵在中间指挥两个纵队通过拉尔，米兰达在左边指挥三个纵队沿着通往哈勒的主要道路。法国预备队在最左边形成了最后一纵队，首先要占领佐特莱乌，然后向南进攻哈雷。拉马尔什的先遣卫队与右翼一起行动。

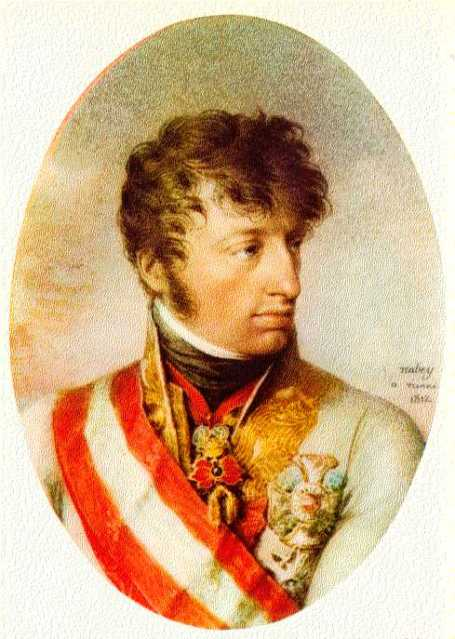
卡尔大公

迪穆里埃相信科堡亲王会将他的主要力量放在右翼以保护奥地利的交通线。因此，他打算对科堡的左翼发起最重的一击，打击的核心就是下温登。迪穆里埃指示瓦朗斯以一支纵队包抄奥伯温登，以第二支纵队正面进攻奥伯温登，并以第三支纵队夺取中部温登山。在瓦朗斯的左边，沙特尔奉命用他的纵队攻击下温登，法军在晚些时候成功占领了该地。
联军随后对法军顽固守卫的村庄发动了一次又一次的进攻。与此同时，奥地利骑兵的冲锋在定居点之间的空地上非常有效。经过村庄反复易手的激烈战斗，联军夺回了包括下温登在内的数个被法军占领的村庄。奥地利骑兵的冲锋成功将法军压制。迪穆里埃再次尝试用他的右翼部队发起全面进攻，但宣告失败。法国骑兵随后掩护步兵撤退，沙特尔和瓦朗斯在小格特沿线形成战线。
当米兰达的部队那天早上发起进攻时，科堡的第一反应是从他的中路抽调大量部队来增援他的右翼。最初，卡尔大公的部下被赶回多斯梅尔，但随后他们守住了村庄。法军预备队的进攻也很快被击退。当天下午，面对强大的联军防御，法军各地区的攻势都逐渐被瓦解。卡尔大公在法军受阻后将他的骑兵投向了疲惫的法国士兵。法军左翼被迅速瓦解，以至于在米兰达召集他们之前，其部队就被赶回了蒂嫩。19日早上，当迪穆里埃得知米兰达的联队被击败时，他被迫下令撤军。

## 结果

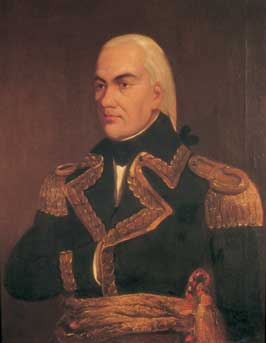
弗朗西斯科·德·米兰达

在联军方面，科堡的胜利很大程度上归功于卡尔·马克·冯·莱贝里希。米兰达因战败而受到指责，前往巴黎密谋推翻迪穆里埃。奥荷联军损失了97名军官、2,762名士兵和779匹战马。法军阵亡4,000人，伤亡1,000人，被缴获30门大炮。旅级将军乔治·德·巴尔（Georges Guiscard de Bar）阵亡，另外四名将军受伤。战斗结束后，约有6,000名法国志愿军随即脱逃回国。三天后，迪穆里埃的军队只有大约20,000人。3月23日，吕贝克发生了一场冲突，科堡的38,000名士兵击败了迪穆里埃的22,000名士兵。联军伤亡900人，法军伤亡2,000人。

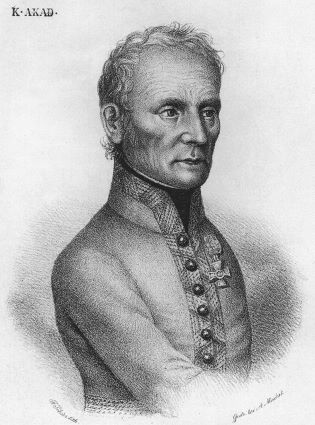
卡尔·马克

3月24日，法军从布鲁塞尔撤退。迪穆里埃开始召回他的分遣队。此时，迪穆里埃开始与奥地利人谈判，如果允许法军不受干扰地撤退，迪穆里埃提出法军撤出比利时。这项条款被联军接受，法国军队撤回边境的营地。荷兰军团获准穿过敌军防线并在里尔附近占领阵地。阿登军团驻扎在莫尔德，北方军团驻扎在布吕耶圣阿芒，比利时军团驻扎在埃斯科河畔孔代和瓦朗谢讷。
迪穆里埃本质上是一个君主主义者，当路易十六于1793年1月21日走上断头台时，他感到绝望。迪穆里埃随后发现巴黎的政局混乱，并对激进分子干涉军队指挥官的倾向感到震惊。在与敌人谈判后，迪穆里埃提出叛逃。迪穆里埃提议率领军队向巴黎进军，推翻国民大会，镇压雅各宾派并恢复1791年宪法。就奥地利人而言，联军承诺在迪穆里埃发动政变时停止进攻。但迪穆里埃的政变行动过于缓慢。4月1日，四名委员和战争部长伯农维尔侯爵皮埃尔·德·鲁埃尔抵达迪穆里埃的司令部，要求迪穆里埃前往巴黎对通敌行为作出解释。四人随后被抓并被交给了奥地利人。
迪穆里埃试图将边境要塞交到他的追随者手中，但计划失败了。米亚津斯基搞砸了夺取里尔的计划并被处决。迪穆里埃此时仍然相信他可以控制正规军的步兵和骑兵团。另一方面，志愿军和炮兵仍然效忠于国民大会。在一次事件中，迪穆里埃被达武的志愿军步兵营发现并差点被捕。随后迪穆里埃犯了一个错误，由于被人看到他和奥地利护卫队交往，其手下的士兵带头抗命。1793年4月5日，迪穆里埃的计划失败，選擇投靠奥地利。陪同他的有沙特尔公爵、瓦朗斯、几名将军和一些骑兵。科堡则不再受先前协议的约束，准备入侵法国。
具有讽刺意味的是，迪穆里埃的叛国行为让雅各宾派成功控制军队。在下温登之前，军队士兵皆服从其指挥官。之后，特派代表被赋予了超越军队指挥官的非凡权力。将军们可能会为失败付出生命的代价，真正的权力则掌握在政治人物手中。与此同时，新上任的陆军大臣派出特工监视将军们。这些特工会迅速报告对军官的任何不满，并可能导致军官被处决。即使在马克西米连·罗伯斯庇尔被推翻并被送上断头台之后，该制度仍然有效。

### 引文
1. ↑  Smith 1998，第31頁.
2. ↑  Phipps 2011，第145頁.
3. ↑  Smith 1998，第33–34頁.
4. ↑  Smith 1998，第32頁.
5. 1 2 3  Phipps 2011，第152頁.
6. ↑  Phipps 2011，第151頁.
7. ↑  Rothenberg 1980，第34頁.
8. 1 2  Phipps 2011，第153頁.
9. 1 2  Smith 1998，第42頁.
10. 1 2 3  Smith 1998，第43頁.
11. ↑  Smith & Kudrna
12. 1 2  Phipps 2011，第154頁.
13. 1 2  Phipps 2011，第155頁.
14. ↑  Dodge 2011，第101頁.
15. 1 2 3 4 5 6 7  Smith 1998，第44頁.
16. ↑  Dodge 2011
17. 1 2 3 4 5 6  Dodge 2011，第103頁.
18. 1 2  Rickard 2009.
19. 1 2  Phipps 2011，第156頁.
20. ↑  Phipps 2011，第160–161頁.
21. ↑  Phipps 2011，第157頁.
22. ↑  Phipps 2011，第158–160頁.
23. 1 2  Phipps 2011，第162頁.
24. 1 2 3  Phipps 2011，第161頁.
25. ↑  Phipps 2011，第166–167頁.
26. ↑  Phipps 2011，第169頁.